# Archiv Produktion
Archiv Produktion es un sello subsidiario de la compañía discográfica alemana Deutsche Grammophon, especializado en música clásica. Fue fundado en 1947.

## Historia
La compañía fue creada como filial de DG en 1947 bajo la denominación "Musikhistorisches Studio Der Deutschen Grammophon Gesellschaft". Se centra en el ámbito de la música antigua y barroca, en la interpretación historicista y en la obra de los artistas del movimiento de resurgimiento de la música antigua de los siglos XX y XXI. Conforme a Hoffmann: «En junio de 1946 a DGG se le permitió empezar de cero, y ya en 1948 la empresa estaba produciendo 1,8 millones de discos, ... La filial Archiv Produktion fue fundada ese mismo año, y se centró en las grabaciones de música antigua.»
En 1970 Decca Records adquirió los derechos del catálogo de grabación del sello franco-australiano Éditions de l'Oiseau-Lyre y empezó a publicar grabaciones de música antigua en L'Oiseau-Lyre.

## Directores
El primer director, de 1948 a 1957, fue Fred Hamel. Este musicólogo que estableció los primeros lanzamientos de acuerdo con 12 periodos de investigación, desde el canto gregoriano a Mannheim y Viena. El sucesor de Hamel, Hans Hickmann entre 1958 y 1968, era un profesor de la Universidad de Hamburgo que se centró en Johann Sebastian Bach y Georg Friedrich Händel.
El siguiente director fue Andreas Holschneider, desde 1970 hasta 1991. En diciembre de 1991 Holschneider ofreció una entrevista a la revista Gramophone en la que defendió la entrada de Archiv, con especialistas como John Eliot Gardiner, en el territorio de la música del Romanticismo de Robert Schumann y Hector Berlioz.
Peter Czornyj (n. 1956) fue el siguiente director desde 1992.

## Artistas y grabaciones
La primera grabación fue la de Helmut Walcha interpretando Bach en 1947, que fue publicada en 1948.

### Década de 1950
- Ralph Kirkpatrick

### Década de 1960
- Cappella Coloniensis
- Berlin Hugo Distler Chor, Klaus Fischer-Dieskau
- Josef Ulsamer
- Colin Tilney, Jörg Demus, Dietrich Fischer-Dieskau
- Schola Cantorum "Francesco Coradini" - Fosco Corti

### Década de 1970
- Monteverdi-Chor Hamburg, Jürgen Jürgens
- Münchener Bach-Chor & Bach-Orchester, Karl Richter
- Pro Cantione Antiqua
- Charles Mackerras
- Camerata Bern, Heinz Holliger

### Década de 1980
- Musica Antiqua Köln, Reinhard Goebel
- The English Concert, Trevor Pinnock.
- Monteverdi Choir y orquesta, John Eliot Gardiner
- Kenneth Gilbert, clavecinista

### Década de 1990
- Les Musiciens du Louvre Grenoble, Marc Minkowski - su primera grabación para Archiv fue  Rameau: Hippolyte et Aricie 1994.
- Orlando Consort
- Pomerium
- Piffaro, The Renaissance Band

### Década de 2000
- Gabrieli Consort & Players, Paul McCreesh
- Il Complesso Barocco, Alan Curtis

### Década de 2010
- Venice Baroque Orchestra, Andrea Marcon, Giuliano Carmignola